# ۲۰۱۷

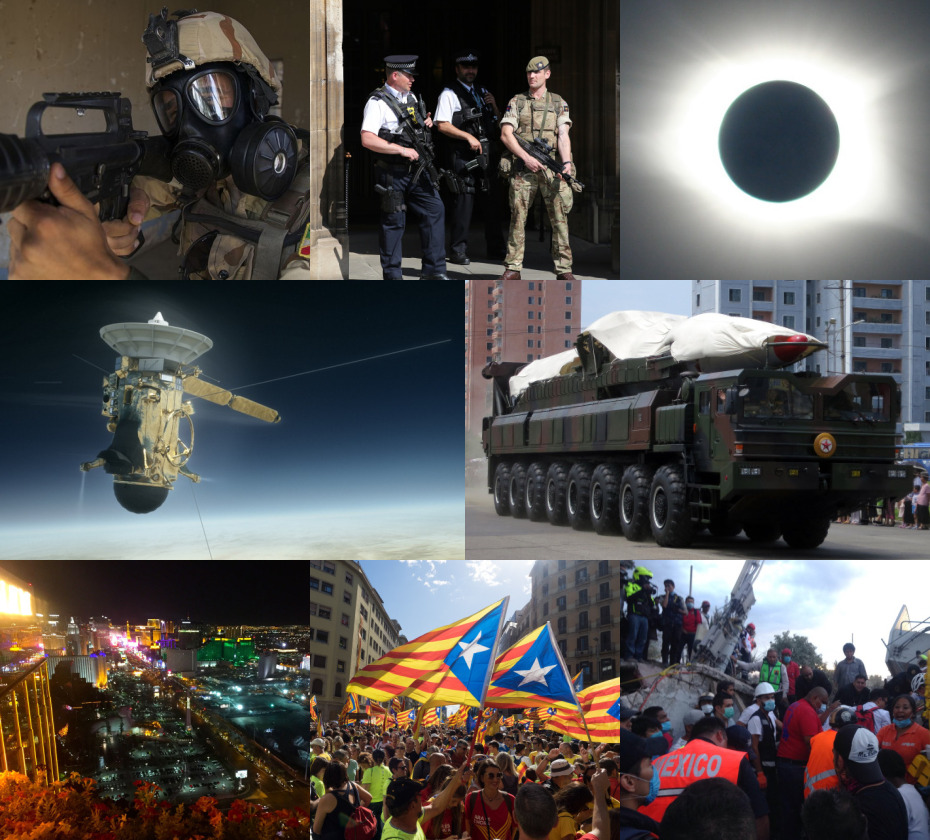

سال ۲۰۱۷ (میلادی) سالی عادی است. این سال دو هزار و هفدهمین سال در تقویم میلادی است.
۲۰۱۷ به نام زیر نام‌گذاری شده:
- سال جهانی جهانگردی برای توسعه توسط سازمان ملل متحد[۱]

## رویدادها

### مه
- ۷ مه - آغاز تظاهرات ضد دولتی مردم فرانسه علیه سیاست‌های امانوئل مکرون پس اعلام برنده‌شدن وی در انتخابات ریاست‌جمهوری ۲۰۱۷ فرانسه.

## درگذشت‌ها

### ژانویه
- ۱ ژانویه
  - تونی اتکینسون، اقتصاددان بریتانیایی (زادهٔ ۱۹۴۴)
  - درک پارفیت، فیلسوف بریتانیایی (زادهٔ ۱۹۴۲)
- ۲ ژانویه – جان برجر، نقاش، رمان‌نویس و منتقد بریتانیایی (زادهٔ ۱۹۲۶)
- ۳ ژانویه – ایگور وولک، فضانورد روس (زادهٔ ۱۹۳۷)
- ۴ ژانویه – ژرژ پرتره، رهبر ارکستر اهل فرانسه (زادهٔ ۱۹۲۴)
- ۶ ژانویه
  - اوم پوری، بازیگر هندی (زادهٔ ۱۹۵۰)
  - اکتاویو لپاگ، ۴۶مین رئیس‌جمهور ونزوئلا (زادهٔ ۱۹۲۳)
- ۷ ژانویه – ماریو سوارز، هفدهمین رئیس‌جمهور و ۱۰۵مین نخست‌وزیر پرتغال (زادهٔ ۱۹۲۴)
- ۸ ژانویه
  - اکبر هاشمی رفسنجانی، چهارمین رئیس‌جمهور ایران (زادهٔ ۱۹۳۴)
  - روث پری، سیاستمدار لیبریایی (زادهٔ ۱۹۳۹)
  - جیمز مانچام، نخستین رئیس‌جمهور سیشل (زادهٔ ۱۹۳۹)
- ۹ ژانویه – زیگمونت باومن، جامعه‌شناس لهستانی–بریتانیایی (زادهٔ ۱۹۲۵)
- ۱۰ ژانویه
  - رومان هرتسوگ، هفتمین رئیس‌جمهور آلمان (زادهٔ ۱۹۳۴)
  - الیور اسمیتیز، نسل‌شناس بریتانیایی-آمریکایی برنده نوبل (زادهٔ ۱۹۲۵)
  - کلر هالینگورث، روزنامه‌نگار بریتانیایی (زادهٔ ۱۹۱۱)
- ۱۱ ژانویه – فرانسیس فان در الست، فوتبالیست بلژیکی (زادهٔ ۱۹۵۴)
- ۱۲ ژانویه
  - جولیو آنجونی، نویسنده و انسان‌شناس ایتالیایی (زادهٔ ۱۹۳۹)
  - ویلیام پیتر بلتی، نویسنده و کارگردان آمریکایی (زادهٔ ۱۹۲۸)
  - گراهام تیلور، فوتبالیست و مربی انگلیسی (زادهٔ ۱۹۴۴)
- ۱۴ ژانویه – ژو یوگوانگ، زبان‌شناس چینی (زادهٔ ۱۹۰۶)
- ۱۵ ژانویه – جیمی اسنوکا، کشتی‌گیر حرفه‌ای آمریکایی (زادهٔ ۱۹۴۳)
- ۱۶ ژانویه – یوجین سرنان، فضانورد آمریکایی (زادهٔ ۱۹۳۴)
- ۱۸ ژانویه – پیتر آبراهامز دراس، نویسنده اهل آفریقای جنوبی (زادهٔ ۱۹۱۹)
- ۱۹ ژانویه – میگوئل فرر، بازیگر آمریکایی (زادهٔ ۱۹۵۵)
- ۲۰ ژانویه – کارلوس آلبرتو سیلوا، مربی فوتبال برزیلی (زادهٔ ۱۹۳۹)
- ۲۲ ژانویه - یکی لیبتسایت، درام‌نواز آلمانی (زادهٔ ۱۹۳۸)
- ۲۵ ژانویه
  - مری تایلر مور، بازیگر آمریکایی (زادهٔ ۱۹۳۶)
  - جان هرت، بازیگر انگلیسی (زادهٔ ۱۹۴۰)
- ۲۶ ژانویه
  - مایک کانرز، بازیگر آمریکایی (زادهٔ ۱۹۲۵)
  - باربارا هایلی، بازیگر آمریکایی (زادهٔ ۱۹۲۲)
- ۲۷ ژانویه - امانوئل ریوا، بازیگر فرانسوی (زادهٔ ۱۹۲۷)
- ۲۸ ژانویه - جف نیکولز، نوازنده کیبورد بریتانیایی (زادهٔ ۱۹۴۸)
- ۳۱ ژانویه - جان ویتون، موسیقی‌دان بریتانیایی (زادهٔ ۱۹۴۹)

### فوریه
- ۱ فوریه – اتین تشیسکدی، هجدهمین نخست‌وزیر زئیر (زادهٔ ۱۹۳۲)
- ۲ فوریه
  - پردراگ ماتویویچ، دانشمند و نویسنده کرواتی-بوسنیایی (زادهٔ ۱۹۳۲)
  - شونیچیرو اوکانو، بازیکن فوتبال اهل ژاپن (زادهٔ ۱۹۳۱)
- ۳ فوریه – دریترو آگلی، شاعر، نویسنده و سیاستمدار اهل آلبانی (زادهٔ ۱۹۳۱)
- ۶ فوریه
  - آلک مک‌کاون، بازیگر بریتانیایی (زادهٔ ۱۹۲۵)
  - راجر واکوویک، قهرمان دوچرخه‌سواری جاده جهان اهل فرانسه (زادهٔ ۱۹۲۷)
  - جاست ون دشت وایویزن، بازیکن راگبی ۱۵ نفره اهل آفریقای جنوبی (زادهٔ ۱۹۷۱)
  - ریموند اسمولیان، ریاضی‌دان آمریکایی (زادهٔ ۱۹۱۹)
- ۷ فوریه
  - سوتشا دلامینی، پنجمین نخست‌وزیر سوازیلند (زادهٔ ۱۹۴۰)
  - اسماعیل حمدانی، یازدهمین نخست‌وزیر الجزایر (زادهٔ ۱۹۳۰)
  - ریچارد هچ، بازیگر، نویسنده و تهیه‌کننده آمریکایی (زادهٔ ۱۹۴۵)
  - هنس روسلینگ، پزشک و آماردان سوئدی (زادهٔ ۱۹۴۸)
  - تزوتان تودوروف، فیلسوف و منتقد ادبی بلغاری-فرانسوی (زادهٔ ۱۹۳۹)
- ۸ فوریه
  - ویکتور چانوف، بازیکن فوتبال اهل شوروی (زادهٔ ۱۹۵۹)
  - پیتر منسفیلد، دانشمند بریتانیایی برنده نوبل پزشکی (زادهٔ ۱۹۳۳)
  - استیو سومنر، بازیکن فوتبال اهل نیوزیلند (زادهٔ ۱۹۵۵)
- ۱۰ فوریه
  - پیت کیزر، بازیکن فوتبال اهل هلند (زادهٔ ۱۹۴۳)
  - هال مور، سپهبد و نویسنده آمریکایی (زادهٔ ۱۹۲۲)
- ۱۱ فوریه
  - فاب ملو، بازیکن بسکتبال اهل برزیل (زادهٔ ۱۹۹۰)
  - ژیرو تانیگوشی، هنرمند مانگا اهل ژاپن (زادهٔ ۱۹۴۷)
- ۱۲ فوریه – آل جریو، خواننده آمریکایی (زادهٔ ۱۹۴۰)
- ۱۳ فوریه
  - کیم جونگ-نام، برادر ناتنی کیم جونگ-اون رهبر کره شمالی (زادهٔ ۱۹۷۱)
  - سیجون سوزوکی، کارگردان و فیلمنامه‌نویس اهل ژاپن (زادهٔ ۱۹۲۳)
- ۱۶ فوریه
  - دیک برونا، نویسنده، تصویرگر و طراح گرافیک هلندی (زادهٔ ۱۹۲۷)
  - بنگ گاستاواسون، فوتبالیست و مربی اهل سوئد (زادهٔ ۱۹۲۸)
  - جورج استیل، کشتی‌گیر حرفه‌ای و بازیگر آمریکایی (زادهٔ ۱۹۳۷)
- ۱۷ فوریه – تام ریگان، فیلسوف آمریکایی (زادهٔ ۱۹۳۸)
- ۱۸ فوریه
  - عمر عبد الرحمن، تروریست محکوم شده مصری (زادهٔ ۱۹۳۸)
  - ایوان کولوف، کشتی‌گیر حرفه‌ای کانادایی (زادهٔ ۱۹۴۲)
  - مایکل اوگیو، سیاستمدار اهل پاپوآ گینه نو (زادهٔ ۱۹۴۲)
  - نادژدا اولیزارنکو، ورزشکار دو و میدانی المپیک روسی-اوکراینی (زادهٔ ۱۹۵۳)
- ۱۹ فوریه
  - لری کوریل، گیتاریست جاز اهل آمریکا (زادهٔ ۱۹۴۳)
  - ایگور شافرویچ، ریاضی‌دان اهل روسیه (زادهٔ ۱۹۲۳)
  - دانوتا شافلارسکا، هنرپیشه تئاتر و سینما اهل لهستان (زادهٔ ۱۹۱۵)
- ۲۰ فوریه
  - ویتالی چورکین، دیپلمات اهل روسیه (زادهٔ ۱۹۵۲)
  - میلدرد درسلهاوس، فیزیکدان و مربی آمریکایی (زادهٔ ۱۹۳۰)
- ۲۱ فوریه
  - کنت ارو، اقتصاددان آمریکایی برنده نوبل اقتصاد (زادهٔ ۱۹۲۱)
  - دزموند کانل، کاردینال ایرلندی (زادهٔ ۱۹۲۶)
- ۲۵ فوریه – بیل پکستون، بازیگر آمریکایی (زادهٔ ۱۹۵۵)
- ۲۶ فوریه
  - لودویگ فاددیف، فیزیک‌دان نظری و ریاضی‌دان اهل روسیه (زادهٔ ۱۹۳۴)
  - یوجین گارفیلد، زبان‌شناس آمریکایی (زادهٔ ۱۹۲۵)
- ۲۷ فوریه – کارلوس هومبروتو رومرو، سی و هفتمین رئیس‌جمهور السالوادور (زادهٔ ۱۹۲۴)
- ۲۸ فوریه – ولادیمیر پتروف، بازیکن هاکی روی یخ اهل روسیه (زادهٔ ۱۹۴۷)

### آوریل
- ۱ آوریل – آلبرتو آسیرلی، دوچرخه‌سوار اهل ایتالیا (ز. ۱۹۳۶)

### ژوئیه
- - ۱۴ ژوئیه – مریم میرزاخانی، ریاضیدان اهل ایران و برنده مدال فیلدز، (زاده ۱۹۷۷)

### مه
- ۸ مه – آلان اچ. ملتسر، اقتصاددان اهل ایالات متحده آمریکا (ز. ۱۹۲۸)

### سپتامبر
- ۲۹ سپتامبر – ابوتحسین الصالحی، نظامی و تک‌تیرانداز اهل عراق (ز. ۱۹۵۳)

### نوامبر
- ۳۰ نوامبر – دونالد هارپر، ورزشکار شیرجه اهل ایالات متحده آمریکا (ز. ۱۹۳۲)